# Peter Baumgart
Peter Baumgart (* 7. September 1931 in Berlin) ist ein deutscher Historiker. Ab 1967 lehrte Baumgart bis zu seiner Emeritierung als ordentlicher Professor für Neuere Geschichte an der Universität Würzburg.

## Leben und Wirken
Peter Baumgart ging auf die Clausewitz-Schule und später auf das Schiller-Gymnasium Berlin, bevor er ab 1949 Geschichte, Anglistik, Philosophie und Latein an der Freien Universität Berlin studierte. Er wurde 1956 mit einer von Carl Hinrichs betreuten Arbeit über Zinzendorfs Geschichtsdenken an der FU Berlin promoviert. Er war von 1956 bis 1964 wissenschaftlicher Assistent von Hinrichs am Friedrich-Meinecke-Institut und habilitierte sich 1964 über die ehemalige braunschweig-wolfenbüttelsche Universität Helmstedt. Die Habilitationsschrift blieb unveröffentlicht. 1964 wurde er Privatdozent, später Universitätsdozent an der Philosophischen Fakultät der FU Berlin. Seit 1967 lehrte Baumgart bis zu seiner Emeritierung als ordentlicher Professor für Neuere Geschichte an der Universität Würzburg. Er wurde Vorsitzender der Kommission für die Geschichte der Bayerischen Julius-Maximilians-Universität und Leiter des Universitätsarchivs.
Seine Hauptforschungsschwerpunkte sind die Bildungs- und Universitätsgeschichte der Frühen Neuzeit und die Geschichte Preußens und seiner Provinzen. Er gilt als Experte (brandenburg-)preußischer Staatlichkeit und Kultur. Über den „Soldatenkönig“ verfasste er ein Lebensbild im Sammelband über Preußens Herrscher. Im Mittelpunkt seiner Forschungstätigkeit zur Universitätsgeschichte steht das konfessionelle Zeitalter. Im Jahr 1963 edierte er die Helmstedter Universitätsstatuten, die 1576 von den Melanchthonschüler und Rostocker Universitätsreformer David Chytraeus angefertigt wurden. Er veröffentlichte eindringliche Studien über die Erteilung der kaiserlichen Privilegien an Fürstbischof Julius Echter im Jahr 1575 und über die Eröffnung der Universität Würzburg 1582. Außerdem legte er vergleichende Arbeiten über die deutschen Universitäten im Zeichen des Konfessionalismus vor. Über den aufgeklärten Theologieprofessor und Historiker Michael Ignaz Schmidt gab er einen Sammelband heraus und verfasste dazu ein Lebensbild. Mit dem zeitlichen Schwerpunkt im späten 19. und frühen 20. Jahrhundert gab er Lebensbilder bedeutender Würzburger Professoren heraus. Anlässlich seines 75. Geburtstages wurden 2006 die zahlreichen zwischen 1961 und 1994 publizierten Beiträge zur Geschichte der Universitäten im Konfessionellen Zeitalter gesammelt veröffentlicht.
Er ist Mitglied des geschäftsführenden Vorstands der Preußischen Historischen Kommission sowie der Historischen Kommission für Schlesien. Außerdem ist er Mitglied der Historischen Kommission zu Berlin und der Vereinigung für Verfassungsgeschichte.

## Schriften (Auswahl)
Schriftenverzeichnis
- Peter Herde, Anton Schindling (Hrsg.): Universität Würzburg und Wissenschaft in der Neuzeit. Beiträge zur Bildungsgeschichte. Gewidmet Peter Baumgart anläßlich seines 65. Geburtstages (= Quellen und Forschungen zur Geschichte des Bistums und Hochstifts Würzburg. Band 53). Schöningh, Würzburg 1998, ISBN 3-87717-057-9, S. 273–282.

Monographien
- Zinzendorf als Wegbereiter historischen Denkens (= Historische Studien. Heft 381). Matthiesen, Lübeck u. a. 1960 (zugleich: Dissertation unter dem Titel Spiritualismus und Pietismus bei Zinzendorf als Wegbereiter historischen Denkens, FU Berlin).
- Universitäten im konfessionellen Zeitalter. Gesammelte Beiträge. Aschendorff, Münster 2006, ISBN 978-3-402-03817-8.
- Brandenburg-Preußen unter dem Ancien Régime. Ausgewählte Abhandlungen. Herausgegeben von Frank-Lothar Kroll, Duncker & Humblot, Berlin 2009, ISBN 978-3-428-12827-3.

Herausgeberschaften
- Bildungspolitik in Preußen zur Zeit des Kaiserreichs (= Preußen in der Geschichte. Band 1). Klett-Cotta, Stuttgart 1980, ISBN 3-12-914110-3.
- Vierhundert Jahre Universität Würzburg. Eine Festschrift (= Quellen und Beiträge zur Geschichte der Universität Würzburg. Band 6). Im Auftrag der Bayrischen Julius-Maximilians-Universität, Degener, Neustadt an der Aisch 1982, ISBN 3-7686-9062-8.
- Ständetum und Staatsbildung in Brandenburg-Preußen. Ergebnisse einer internationalen Fachtagung (= Studies presented to the International Commission for the History of Representative and Parliamentary Institutions. Band 66). Mit einem Geleitwort von Otto Büsch. De Gruyter, Berlin u. a. 1983, ISBN 3-11-009517-3.
- Expansion und Integration. Zur Eingliederung neugewonnener Gebiete in den preußischen Staat (= Neue Forschungen zur brandenburg-preußischen Geschichte. Band 5). Böhlau, Köln u. a. 1984, ISBN 3-412-06683-4.
- Kontinuität und Wandel. Schlesien zwischen Österreich und Preußen. Ergebnisse eines Symposions in Würzburg vom 29. bis 31. Oktober 1987 (= Schlesische Forschungen. Band 4). Thorbecke, Sigmaringen 1990, ISBN 3-7995-5854-3.
- Lebensbilder bedeutender Würzburger Professoren (= Quellen und Beiträge zur Geschichte der Universität Würzburg. Band 8). Degener, Neustadt an der Aisch 1995, ISBN 3-7686-9137-3.
- Michael Ignaz Schmidt (1736–1794) in seiner Zeit. Der aufgeklärte Theologe, Bildungsreformer und „Historiker der Deutschen“ aus Franken in neuer Sicht. Beiträge zu einem Symposion vom 27. bis 29. Oktober 1994 in Würzburg (= Quellen und Beiträge zur Geschichte der Universität Würzburg. Band 9). Degener, Neustadt an der Aisch 1996, ISBN 3-7686-9143-8.
- Die Universität Würzburg in den Krisen der ersten Hälfte des 20. Jahrhunderts. Biographisch-systematische Studien zu ihrer Geschichte zwischen dem Ersten Weltkrieg und dem Neubeginn 1945 (= Quellen und Forschungen zur Geschichte des Bistums und Hochstifts Würzburg. Band 58). Im Auftrag der Kommission für die Geschichte der Bayerischen Julius-Maximilians-Universität Würzburg, Schöningh, Würzburg 2002, ISBN 3-87717-064-1.
- mit Bernhard R. Kroener, Heinz Stübig: Die preußische Armee zwischen Ancién Regime und Reichsgründung. Schöningh, Paderborn u. a. 2008, ISBN 978-3-506-75660-2.
- Politische Correspondenz Friedrichs des Großen. Für die Preußische Historische Kommission. Mehrbändig, Duncker & Humblot, Berlin 1879 ff.